# アルファ波

アルファ波

アルファ波（アルファは、α波）はヒトをはじめとする動物の脳が発生する電気的信号（脳波）のうち、8～13Hz成分のことをさす。アルファ波という名称は、ヒトの脳波を初めて記録したハンス・ベルガーが命名し、彼にちなんでベルガー波、ベルガーリズムとも呼ばれる。
安静（リラックス）・閉眼時の脳波においては、他の周波数成分に比べてアルファ波の占める割合が高く、基礎律動の主成分をなす（これは通常、目視でも確認できる）。アルファ波の発生機序については様々な仮説が提案されているものの未だに不明である。しかし脳や意識の状態によって変化することが経験的に知られているため、意識障害、認知症、精神疾患、睡眠障害などの診断補助・状態把握に用いられることがある。その他に、生理学、心理学などの研究目的で用いられることもある。
頭皮上電極による脳波では、後頭部を中心として観察される。しかし後頭葉以外でもアルファ帯域（8～13Hz）の電気的振動が発生しており、中心溝周辺のものはミュー（μ）律動、側頭葉周辺のものはタウ（τ）律動、二次感覚皮質周辺のものはシグマ（σ）律動と呼ばれることがある。ミュー律動は体性感覚・運動などと、タウ律動は聴覚処理などと、シグマ律動は体性感覚処理などと関連があるといわれている。

## 正常なアルファ波
正常者の脳波では、後頭部アルファ波の振幅や位相に左右差は少なく、1～数秒の周期で振幅が増加したり減少したりを繰り返している（この現象を漸増漸減あるいはwaxing and waningという）。極端に左右差がある場合や、漸増漸減がない場合などは何らかの脳の異常が示唆される。

## さまざまな刺激や運動によるアルファ波の増減
アルファ波は閉眼、安静、覚醒した状態でより多く観察され、開眼や視覚刺激時、運動時、暗算などの精神活動時、緊張時、睡眠時には減少する。このように、様々な刺激や運動に伴ってある周波数帯域の振動が増えること（または減ること）をそれぞれ「事象関連同期」、「事象関連脱同期」と呼ぶ。事象関連同期／脱同期の例として、上述したミュー律動は、運動に先だってまず減少し、運動終了後に反動性に増加を示す。この現象を利用して脳波でロボットアームを動かす、ブレイン・コンピュータ・インターフェイスの研究もなされている。

## 脳の異常とアルファ波
橋障害では患者は深昏睡であってもアルファ波の見られることがあり、「α昏睡」と呼ばれる。